# Матвеев, Владимир Михайлович
Влади́мир Миха́йлович Матве́ев (26 января 1952, Сладково — 2 июля 2024, Санкт-Петербург) — советский и российский актёр театра, кино и дубляжа. Народный артист Российской Федерации (2008).

## Биография
Родился 26 января 1952 года в селе Сладково Тюменской области. Окончил среднюю школу в городе Первоуральске Свердловской области.
В 1970 году переехал в Ленинград, где поступил в Ленинградский государственный институт театра, музыки и кинематографии на курс народного артиста СССР Игоря Владимирова.
По окончании института в 1974 году принят в труппу Театра имени Ленсовета. В 1986 году покинул его, и три года работал в «Молодом театре» Ленконцерта и Красноярском ТЮЗе. В 1989 году вернулся в театр им. Ленсовета, где служил до последних дней жизни. В 1993 году получил звание «Заслуженный артист Российской Федерации».
В 2001 году за исполнение роли Каренина в спектакле «Каренин. Анна. Вронский» удостоен высшей петербургской театральной премии «Золотой софит» в категории «Лучшая мужская роль», Царскосельской художественной премии и Приза зрительских симпатий петербургского общества «Театрал». В 2006 году за роль Кузовкина в спектакле «Нахлебник» театра «Русская Антреприза» им. Андрея Миронова, Владимир был номинирован на премию «Золотой софит» в категории «Лучшая мужская роль». В 2007 году стал лауреатом премии Николая Симонова.
В 2008 году удостоен звания «Народный артист Российской Федерации».
Скоропостижно скончался в ночь на 2 июля 2024 года на 73 году жизни от остановки сердца. Похоронен 5 июля на Большеохтинском кладбище.

## Театральные работы

### Молодёжный театр на Фонтанке
- 1974

### Театр имени Ленсовета
- 1977 — «Деревья умирают стоя» (другой)
- «Как нарисовать птицу»
- «Левша» (Левша, скоморох, царь)
- «Укрощение строптивой» (Бьонделло, Люченцио)
- «Мать» (Пётр, Корнель)
- «Старший сын» (Бусыгин)
- «Прошлым летом в Чулимске» (Шаманов)
- «Снежная королева» (советник)
- «Игроки» (Ихарёв)
- «Трёхгрошовая опера» (Матиас-Монета)
- «Газовый свет» (мистер Мэннингем)
- «Зинуля» (Фёдор Иванович)
- «Убийство Гонзаго» (Чарльз)
- «Месяц в деревне» (Аркадий Ислаев)
- «Адъютантша Его Величества» (Наполеон)
- «Гусар из КГБ» (Рагозин)
- 1998 — «Лицо» (Тубал)
- «Подсвечник» (Мэтр Андре)
- «На бойком месте» (Бессудный)
- «Вор» (отец)
- «Мнимый больной» (господин Бонфуа, господин Диафуарус)
- «Варвары» (Цыганов)
- «Мера за меру» (Винченцо)
- 2001 — «Каренин. Анна. Вронский.» (Каренин)
- 2007 — «На всякого мудреца довольно простоты» (Нил Федосеич Мамаев)
- «Заповедник» (Сорокин)
- 2008—2015 — «Night and Day» (господин Игнятович)
- 2010 — «Владимирская площадь» (Смит)

### Молодой театр
- «Удар» (Богоявленский)
- «Танго» (Стомиль)
- 1987 — «Гвоздь из родного дома» (Петер)

### Театр «Приют Комедианта»
•
•

### Театр «Русская антреприза имени Миронова»
- «Нахлебник» (Кузовкин)
- «Пучина» (Боровцов)
- «Шутники» (Хрюков)
- «Рыцарь Серафимы» (Корзухин)
- «Исхитрилась, или Плоды просвещения» (2-й мужик)

### Театр «Буфф»
- «Хефец, или Каждый хочет жить!» (Тейгалех)
- «Всё тот же Лес» (Карп, Уар Кирилыч Бодаев)
- «Сон в летнюю ночь» (Эгей, отец Гермии)[8]

### Театр Комедии им. Н. П. Акимова
- «Не всё коту масленица» (Ахов)

## Фильмография

### Актёр
- 1986 — Последняя дорога — секретарь Дубельта
- 1987 — Доченька — Олег Данилович Смирнов
- 1989 — Камышовый рай
- 1989 — Торможение в небесах — авиадиспетчер
- 1990 — Сказка за сказкой: Про то, как Иван-царевич в тридевятое царство за яблоками ходил — царь Ерофей
- 1999 — Улицы разбитых фонарей-2 — Арефьев (эпизод «Трубка фирмы „Данхилл“»)
- 2000 — Охота на Золушку — Кудрявцев, нефтяной магнат
- 2001 — Крот— полковник Брагин
- 2001 — Улицы разбитых фонарей-3 — Митрохин (эпизод «Новые веяния»)
- 2002 — Агентство «Золотая пуля» — Шапкин (эпизод «Дело о таможеннике»)
- 2002 — Кукушка —
- 2002 — Не делайте бисквиты в плохом настроении — дежурный в отделении милиции
- 2002 — Ниро Вульф и Арчи Гудвин — Джин Домери (эпизод «Воскреснуть, чтобы умереть»)
- 2002 — Тайны следствия-2 — Серафим Михайлович, следователь прокуратуры (эпизод «Марионетки»)
- 2002 — Челябумбия — комендант общежития
- 2003 — Агент национальной безопасности-4 — телохранитель Мустафы (эпизод «Меч пророка»)
- 2003 — Убойная сила 5 — Ремизов (эпизод «Чёртово колесо»)
- 2004 — Агентство НЛС-2 — Николай Иванович Рокотов, тренер по плаванию
- 2004 — Винтовая лестница — Павел Стаценко
- 2004 — Шахматист — Лев Привороцкий
- 2005 — Бандитский Петербург. Фильм 7. Передел — Семён Семёнович Семёнов «Мюллер», начальник охраны Иваненко (6 эпизодов)
- 2005 — Братва — Мертвечук (4 эпизода)
- 2005 — Мастер и Маргарита — врач-патологоанатом
- 2005 — Риэлтор — Игнат, муж маклерши
- 2006 — Викинг — Николай Меркулов, дядя Марины
- 2006 — Двое из ларца — Александр Михайлович Касьянов, завхоз (эпизод «Дом с привидениями»)
- 2006 — Секретные поручения — Коржов
- 2006 — Столыпин… Невыученные уроки — Лопухин
- 2007 — Белая ночь, нежная ночь — Василий Николаевич, хозяин магазина
- 2007 — Группа ZETA  — Васюков
- 2007 — Литейный — Пётр Николаевич Саухин, начальник службы безопасности метрополитена (эпизод «Час пик»)
- 2007 — Морские дьяволы — 2 — Кондаков (эпизод «Веские аргументы»)
- 2007 — Полонез Кречинского — Востряков
- 2007 — Тени прошлого — Иваныч, продавец в «Сельпо» (эпизод «Золото Наполеона»)
- 2008 — Ментовские войны-4 — Маркин, генерал ФСБ (эпизод «Провокатор»)
- 2008 — Мёртвые души — Шевелёв Игорь Борисович
- 2008 — Объявлены в розыск — Мамонтов
- 2008 — Придел Ангела — игумен Маврикий
- 2009—2012 — Агент особого назначения — Семён Олегович Касматов, генерал
- 2010 — Гаишники — лже-генерал (эпизод «Поворот не туда»)
- 2010 — Опасный Ленинград — преступник (эпизод «Охота на миллионера»)
- 2010 — ППС — Пал Палыч (эпизод «Стажёр»)
- 2010 — Сонька. Продолжение легенды — Егор Никитич Гришин, судебный следователь Санкт-Петербургского окружного суда
- 2011 — Возмездие — Луданов
- 2011 — Дорогой мой человек — Геннадий Тарасович Жовтяк, декан медицинского института и главврач в больнице
- 2011 — На край света —
- 2011 — Пётр Первый. Завещание — Курбатов
- 2011 — Формат А4 — дядя Миша, криминальный авторитет (эпизод «Круглый дом»)
- 2012 — Дед Иван и Санька — Михалыч
- 2012 — Жизнь и судьба — Неудобнов, генерал, начальник штаба танкового корпуса
- 2012 — Катерина. Другая жизнь — Юрий Николаевич Сомов, начальник УВД
- 2012 — Конец света — Иван Сергеевич Маркелов, тесть Соколова, полковник, начальник УВД
- 2012 — Морские дьяволы. Судьбы — 2 — Кажимов (эпизод «Пропавший (Батя)»)
- 2012 — Подземный переход — Яков Матвеевич
- 2012 — Поклонница — Зверев, цензор
- 2012—2014 — Хвост— Виктор Павлович Матвеев, генерал
- 2013 — Василиса — Михаил Кутузов
- 2013 — Горюнов — Валентин Петрович
- 2013 — Государственная защита-3 — Олег Викторович Грибакин, полковник ФСБ (эпизод «Большая игра»)
- 2013 — Дознаватель-2 — Валентин Николаевич Павлов, чиновник (эпизод № 19 «Контракт»)
- 2013 — Крик совы — Дмитрий Афанасьевич Чернобров, полковник госбезопасности, начальник управления ГБ в Пскове
- 2013 — Папа в законе — Михаил Андреевич Рудин, отец Виолы
- 2013 — Хуторянин — Георгий Николаевич Сапрыкин, полковник, начальник отдела полиции
- 2014 — Гончие-6 — Егор Борисович (эпизод «Партия в поддавки»)
- 2014—2015 — Ленинград 46 — Сергей Константинович Сивцов, ответственный партийный работник (5 эпизодов)
- 2015 — Великая — Степан Фёдорович Апраксин, генерал-фельдмаршал
- 2015 — Экспириенс — Аркадий Иванович Чиж, профессор
- 2015 — Истребители. Последний бой — полковник Ермаков, начальник штаба воздушной армии
- 2015 — Погоня за прошлым — Александр Наумович Рогачёв, руководитель банка
- 2015 — Рождённая звездой — Александр Павлович, отец Павла
- 2015 — Своя чужая — Сергей Александрович Крючков, сотрудник таможни (эпизод «Опасная работа»)
- 2015 — Семейный альбом — Степан Ляпунов, отец Виктора
- 2015 — Чёрная река — архивариус
- 2016 — Шаман. Новая угроза — Геннадий Алексеевич Орлов (эпизод «Семья»)
- 2016—2018 — Консультант— Виктор Васильевич Елец, городской прокурор
- 2016 — Гостиница «Россия» — Виктор Васильевич Гришин
- 2017 — Троцкий — Сергей Николаевич Прокопович
- 2017 — Салют-7 — генерал
- 2017 — Ученица Мессинга — Сергей Иванович Платонов, полковник милиции
- 2018 — Мельник — Николай Скуратов, генерал-майор МВД
- 2018 — Ёлки последние — отец Жени
- 2019 — Конец невинности — Руслан Рэмович Руднев
- 2019 — Охота на певицу — Владимир Баландин, генерал
- 2019 — Смерть на языке цветов — Иван Петрович Бунин, полковник полиции
- 2022 — Алекс Лютый. Дело Шульца — Михаил Фёдорович Попов
- 2022 — Закрыть гештальт — генерал Потапов
- 2023 — Мосгаз. Последнее дело Черкасова — Семён Кузьмич Цвигун

### Актёр дубляжа
- 2005 — Шесть демонов Эмили Роуз — отец Ричард Мур (Том Уилкинсон)
- 2006 — Омен — Бугенхаген (Майкл Гэмбон)
- 2006 — Пираты Карибского моря: Сундук мертвеца — Билл «Прихлоп» Тёрнер (Стеллан Скарсгард)
- 2007 — Пираты Карибского моря: На краю света — Билл «Прихлоп» Тёрнер (Стеллан Скарсгард)

## Награды и звания
- Заслуженный артист Российской Федерации (1993)[9]
- Премия «Золотой софит» в категории «Лучшая мужская роль» (2001)
- Номинация на премию «Золотой софит» в категории «Лучшая мужская роль» (2006)
- Народный артист Российской Федерации (2008)[10]